# Dysaphis koryakini
Dysaphis koryakini (лат.) — вид насекомых из семейства настоящих тлей (Aphididae), названный в честь российского орнитолога и заместителя директора Кандалакшского заповедника А. С. Корякина (1954—2014). Вид был собран за несколько лет до 2018 года в Лувеньге, в окрестностях кордона Кандалакшского заповедника. Вид описан в 2018 году в работе А. В. Стекольщикова и С. В. Буги, посвященной тлям Мурманской области.